# Salacia papuana
Salacia papuana är en benvedsväxtart som först beskrevs av Ludwig Eduard Theodor Loesener, och fick sitt nu gällande namn av Ding Hou. Salacia papuana ingår i släktet Salacia och familjen Celastraceae. Inga underarter finns listade.